# No Bull
Pour plus de détails, voir Fiche technique et Distribution.
No Bull est un film de concert capté en 1996 aux Arènes de Madrid au cours de la tournée Ballbreaker d'AC/DC, sorti en VHS en 1996, en DVD en 2000 puis en Blu-ray en 2008.
Une réédition en DVD et Blu-ray intitulée No Bull The Director's Cut est sortie en septembre 2008. Le son de la réédition est remixé par Mike Fraser et inclut des bonus : 4 titres du concert en caméra fixe sur Angus (Shoot to Thrill, Rock and Roll Ain't Noise Pollution, Hail Caesar, You Shook Me All Night Long) ainsi que les live Cover You in Oil (Gothenburg '96) et Down Payment Blues (Daytona '96).

## Fiche technique
- Titre : No Bull
- Réalisation : David Mallet
- Photographie : Peter Sinclair
- Montage : Dave Gardener et Philip Richardson
- Production : Rocky Oldham
- Société de production : Cowboy Films et Dirty Deeds
- Pays de production :  États-Unis
- Genre : Film de concert
- Durée : 46 minutes
- Date de sortie : 
  - États-Unis : 19 novembre 1996

## Liste des titres
1. Back in Black
2. Shot Down in Flames
3. Thunderstruck
4. Girls Got Rhythm
5. Hard as a Rock
6. Shoot to Thrill
7. Boogie Man
8. Hail Caesar
9. Hells Bells
10. Dog Eat Dog
11. The Jack
12. Ballbreaker
13. Rock and Roll Ain't Noise Pollution
14. Dirty Deeds Done Dirt Cheap
15. You Shook Me All Night Long
16. Whole Lotta Rosie
17. T.N.T.
18. Let There Be Rock
19. Highway to Hell
20. For Those About to Rock (We Salute You)